# Paramulona albulata
Paramulona albulata là một loài bướm đêm thuộc phân họ Arctiinae, họ Erebidae.